# Pedro Casaldáliga Plá
Pedro Casaldáliga Plá (ur. 16 lutego 1928 w Balsareny, zm. 8 sierpnia 2020 w São Paulo) – hiszpański duchowny rzymskokatolicki posługujący w Brazylii, w latach 1971-2005 biskup prałat São Félix. Propagator i myśliciel teologii wyzwolenia.

## Życiorys
Święcenia kapłańskie przyjął 31 maja 1952. 27 kwietnia 1970 został mianowany administratorem apostolskim São Felix, a 27 sierpnia prałatem terytorialnym z tytularną stolicą Altava. Sakrę biskupią otrzymał 23 października 1971. 26 maja 1978 zrzekł się biskupstwa tytularnego. 2 lutego 2005 przeszedł na emeryturę.